# Itzehoe

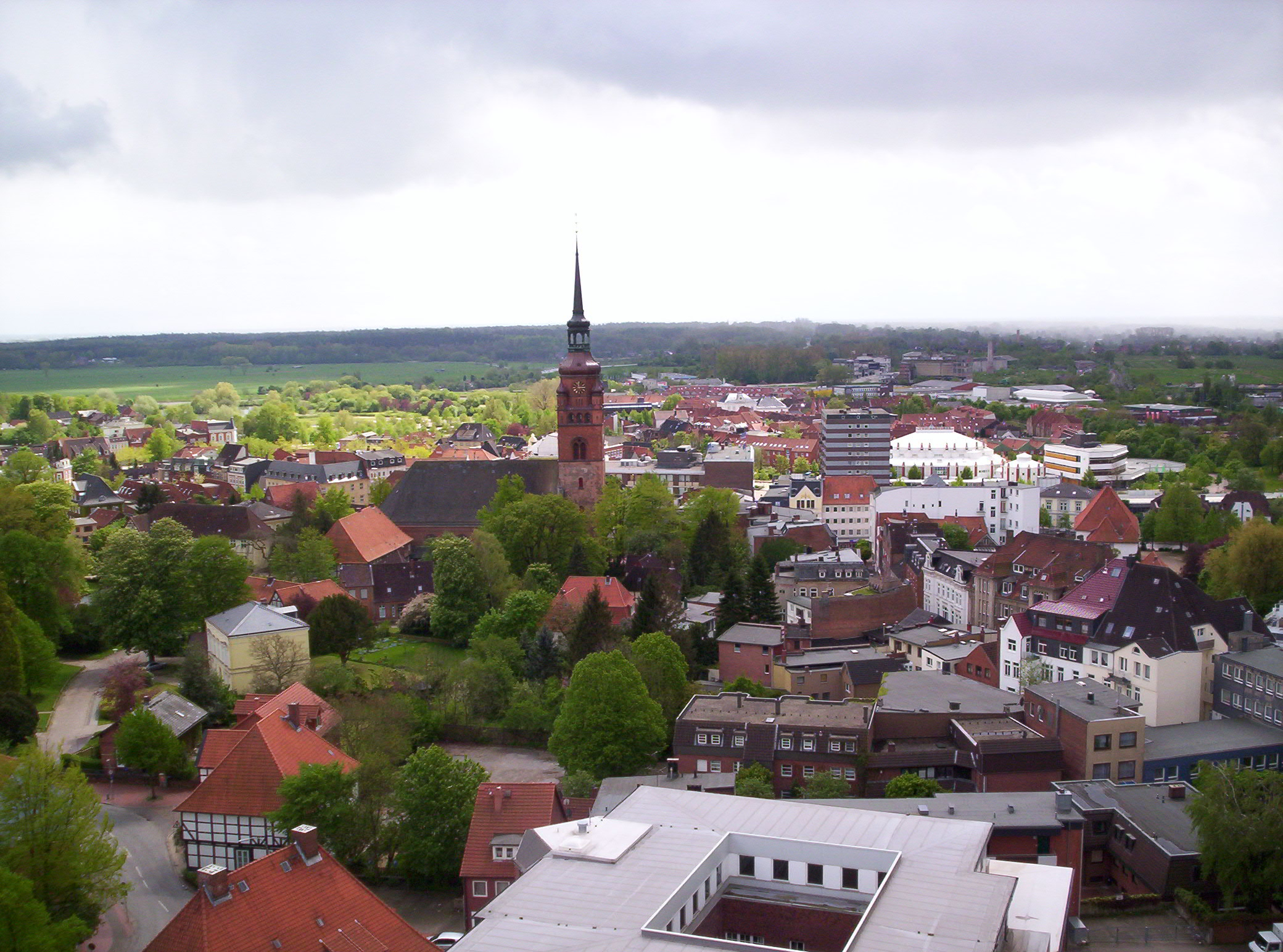
Itzehoe

Itzehoe este o localitate în districtul Steinburg, landul Schleswig-Holstein,  Germania.

## Personalități marcante
- Kim-Sarah Brandts, actriță

1. ↑  Alle politisch selbständigen Gemeinden mit ausgewählten Merkmalen am 31.12.2018 (4. Quartal) (în germană), Statistisches Bundesamt[*], arhivat din original la 10 martie 2019, accesat în 10 martie 2019